# أل في أم أش - مويت هنسي لوي فيتون

شعار شركة لوي فيتون.

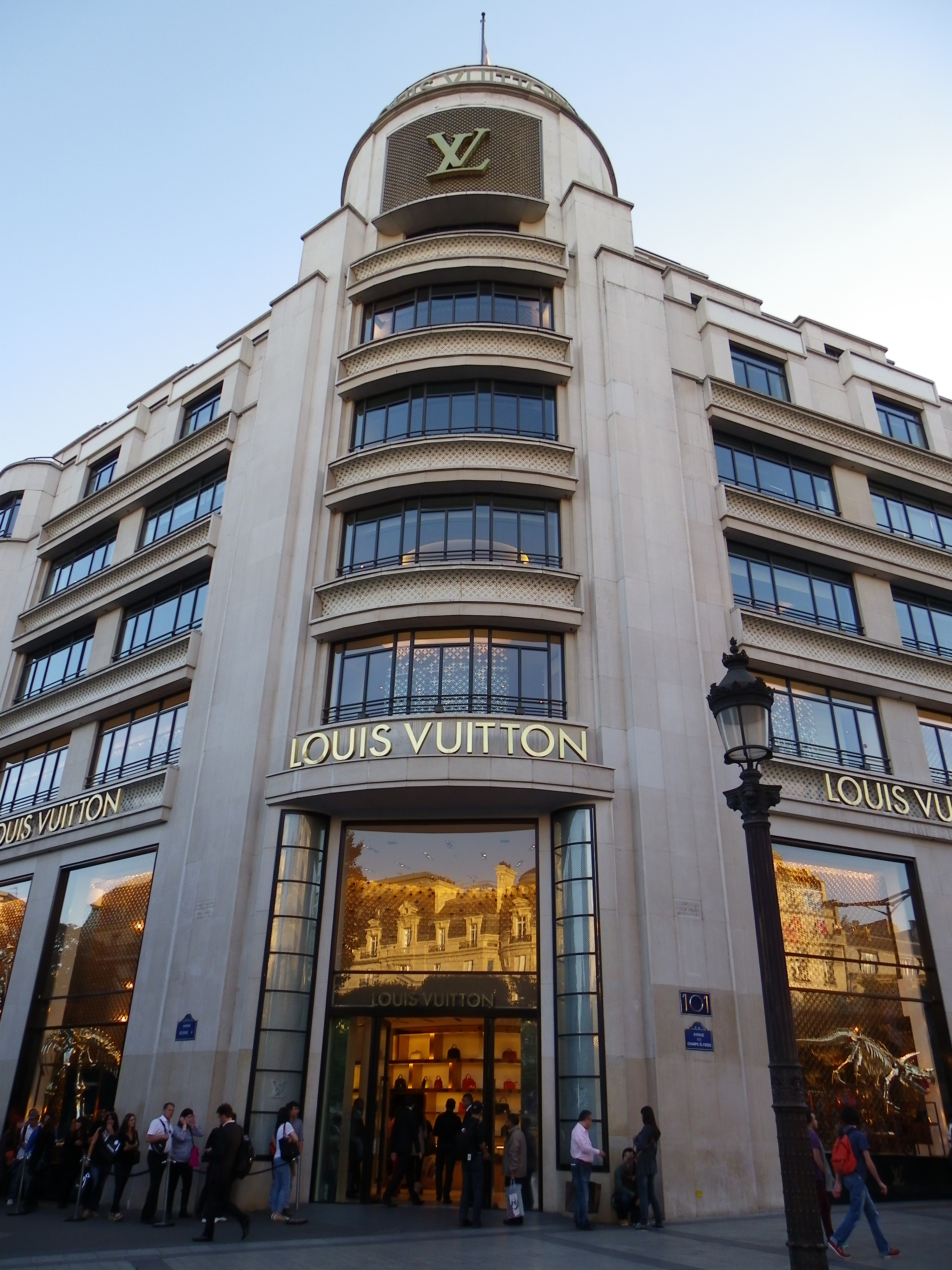
واجهة متجر شركة لوي فيتون في شارع الشانزلزيه في باريس، ملاصقة للمقر.

أل في أم أش (LVMH) وهي الأحرف الأولى من مويت هنسي لوي فيتون (بالفرنسية: Moët Hennessy Louis Vuitton), هي مجموعة فرنسية، تم تأسيسها من قبل ألان شوفالييه وهنري راكامييه. تعتبر هذه الشركة الأولى في العالم على رأس شركات اللباس الفاخر حسب العائدات. بدأت في 1987 بتقارب بين مويت هنسي ولوي فيتون وهما شركتين فرنسيتين، وأصبحت تدار من قبل برنار أرنو. مويت هنسي هي شركة تأسست في 1971 نتيجة اندماج بين شركة الشامبانيا شامباني مويت وشاندون وشركة المشروب الكحولي كونياك هنسي.

هذه المجموعة هي الأولى في العالم في المواد الفاخرة بأنواعها أي تتضمن حوالي 60 شركة منها المشهورة منذ قرون أو أكثر، شاتو ديكام (1593)، شامباني مويت وشاندون (1743)، هنسي (1765)، غيرلان (1828)، لوي فيتون (1854)، شامباني كروغ (1843)، غلانمورانجي (1843).

## التاريخ
- في 1999، اشترت الشركة الشركة الساعاتية السويسرية تاغ هوير.
- في 10 سبتمبر 2001، الشركة تنهي نزاعها مع بينو برانتون رودوت وتعطيها 20% من مشاركتها في مجموعة غوتشي.
- في 2002، تبيع شركة بومري إلى فرانكن مونوبول.
- في نوفمبر 2004، أل في أم أش تشتري بنجاح شركة غلانمورانجي.
- في 2008، تشتري هوبلو، شركة ساعاتية سويسرية أخرى.
- في 14 أكتوبر 2010، الشركة تستحوذ على 14% من رأس مال إرماس إنترناسيونال.
- في 2011، الشركة الساعاتية الإيطالية بولغاري وشركة السلع الجلدية الفرنسية برلوتي تنضمان لأل في أم أش.
- في يوليو 2013، الشركة الإيطالية لورو بيانا المختصة في ملابس الكشمير تنظم للشركة.
- في 30 يونيو 2014، أل في أم أش تستحوذ على 23.2% من رأس مال إرماس إنترناسيونال، وفي سبتمبر الشركتان تنهيان نزاعهما.

## تقديم
مملوكة ب47.4% من قبل مجموعة أرنو عبر شركتها القابضة كريستيان ديور إذا عبر برنار أرنو، توظف الشركة 500 83 شخص وذلك في 545 2 محل بيع في العالم حتى سنة 2009. قامت أل في أم أش بتحصيل إرادات تقدر ب30 مليار يورو في 2013.

تطورت المجموعة بنمو الشركات التابعة لها لوي فيتون، شامباني مويت وشاندون، شامباني روينار، شامباني فوف كليكو بونساردان، هنسي، غيرلان، عطور كريستيان ديور (ديور)، جيفنشي، كنزو، سيلين، برلوتي.

## المنتوجات
تنتج الشركة وتشتغل في خمسة أقطاب أساسية:
- نبيذ ومشروبات روحية.
- موضة وسلع جلدية.
- عطور ومستحضرات تجميل.
- ساعات ومجوهرات.
- توزيعات مختارة.

## إدارة الشركة

### مجلس الإدارة
في 2013، يتكون مجلس الإدارة من:
- برنارد أرنولت: رئيس-مدير عام.
- بيار غوديه: نائب الرئيس.
- أنطونيو بلوني: نائب الرئيس التنفيذي.
- أنطوان أرنو: ابن برنار أرنو.
- دلفين أرنو: ابنة برنار أرنو.
- نيكولا بازير.
- نيكولا كليف فورمس.
- شارل دو كرواسيه.
- ديغو دلا فال.
- ألبير فرار.
- جيل هنسي.
- لورد باول أوف بايسوتر.
- إيف تيبو دو سيلغي.
- إوبار فدرين.
- برنادات شيراك.
- ماري جوزيه كرافيس.

### اللجنة التنفيذية
- برنار أرنو: رئيس-مدير عام (الأجرة في 2009: 456 150 9 يورو).
- أنتونيو بلوني: نائب الرئيس التنفيذي (الأجرة في 2009: 948 122 7 يورو).
- بيار غوديه: نائب الرئيس.
- نيكولا بازير: تنمية واستحواذ.
- ميكائيل بورك.
- فيليب شوس: بيع بالتجزئة.
- إيف كارسال: مؤسسة لوي فيتون.
- شانتال غومبارل: الموارد البشرية.
- جان جاك غيوني: المالية.
- كريس دو لابيونت: سيفورا.
- كريستوف نافار: النبيذ والمشروبات الروحية.
- فرانشسكو تراباني: ساعات ومجوهرات.
- دانيال بيات: صندوق الاستثمار.
- بيار إيف روسال: موضة.
- مارك فيبر، دونا كاران: أل في أم أش Inc.
- جان باتيست فوازان: إستراتيجية.

## رأس المال
في 31 ديسمبر 2013:
- مجموعة أرنو: 46.5%.
- مؤسسات أجنبية: 32.6%.
- مؤسسات فرنسية: 12.9%.
- شخصيات عادية: 5.1%.
- الشركة نفسها: 1.5%.
- عائلة بولغاري: 1.4%.

## معلومات مالية
| السنوات                       | 2002     | 2003     | 2004     | 2005     | 2006     | 2007     | 2008     | 2009     | 2010     | 2011     | 2012     | 2013     |
| ----------------------------- | -------- | -------- | -------- | -------- | -------- | -------- | -------- | -------- | -------- | -------- | -------- | -------- |
| الإيرادات                     | ▲ 693 12 | ▼ 692 11 | ▲ 623 12 | ▲ 692 13 | ▲ 306 15 | ▲ 481 16 | ▲ 193 17 | ▼ 053 17 | ▲ 320 20 | ▲ 659 23 | ▲ 103 28 | ▲ 149 29 |
| الدخل التشغيلي                | -        | ▲ 182 2  | ▲ 420 2  | ▲ 894 2  | -        | -        | -        | -        | -        | -        | -        | -        |
| صافي الدخل (حصة المجموعة)     | ▲ 556    | ▲ 723    | ▲ 194 1  | ▲ 440 1  | ▲ 879 1  | ▲ 025 2  | ▲ 026 2  | ▼ 755 1  | ▲ 032 3  | ▲ 065 3  | ▲ 424 3  | ▲ 436 3  |
| أسهم رأس المال (حصة المجموعة) | ▲ 070 7  | ▼ 034 7  | ▲ 782 7  | ▲ 459 9  | ▲ 603 10 | ▲ 590 11 | ▲ 793 13 | ▲ 785 14 | ▲ 204 18 | ▲ 512 23 | ▲ 666 25 | -        |
| الدين طويل الأجل              | ▲ 800 5  | ▼ 207 4  | ▼ 188 4  | ▼ 747 3  | ▼ 235 3  | ▼ 477 2  | ▲ 738 3  | ▲ 077 4  | ▼ 730 2  | ▲ 702 4  | ▼ 363 4  | ▼ 145 3  |

في 2012، مجموعة أل في أم أش دفعت ما مجموعه 1820 مليون يورو كضرائب على المؤسسات. برنار أرنو يؤكد أن شركته تدفع أكثر من مليار يورو ضرائب على المؤسسات في فرنسا.

## مقالات ذات صلة
- لوي فيتون

## روابط خارجية
- الموقع الرسمي